# Katharina Prelicz-Huber

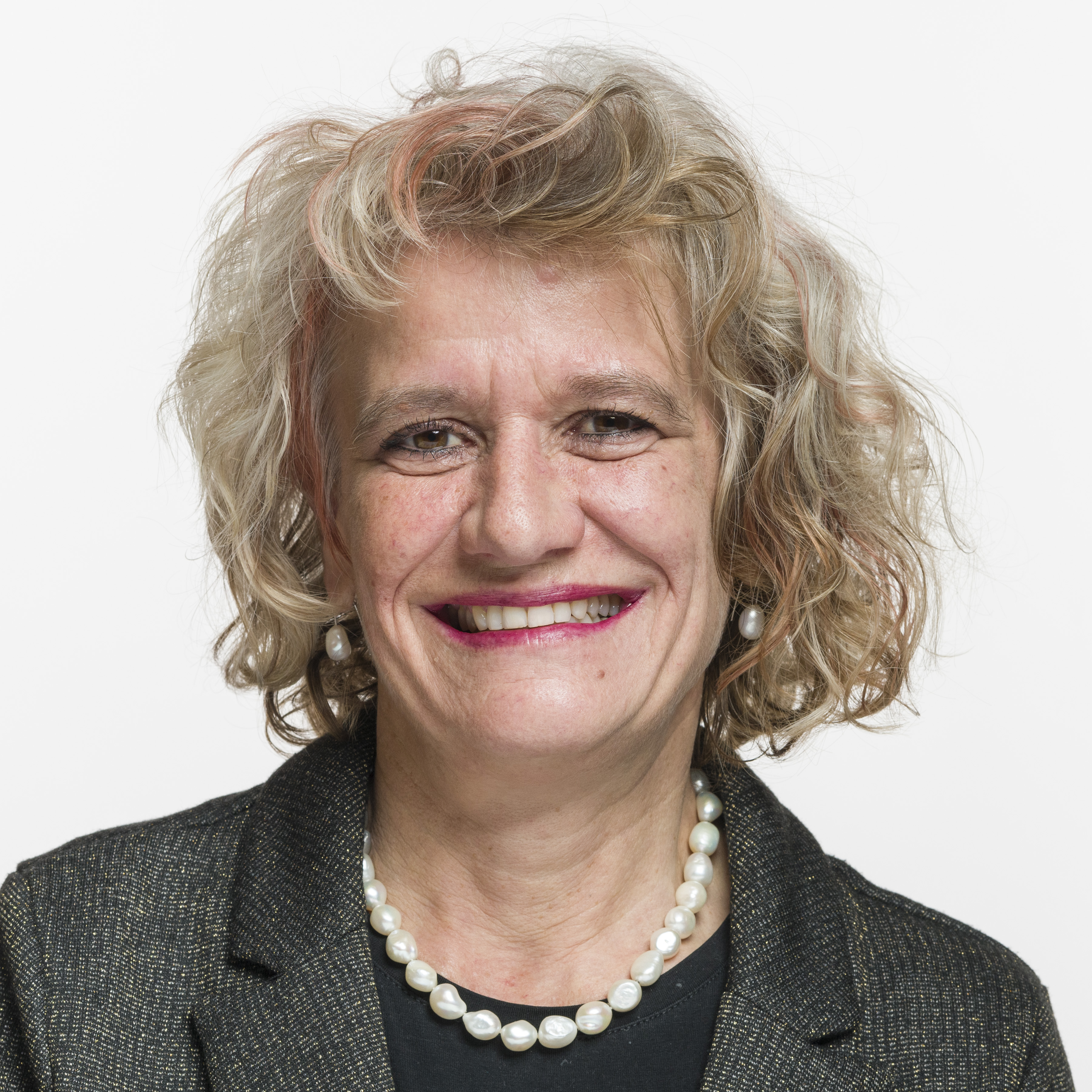
Katharina Prelicz-Huber (2019)

Katharina Prelicz-Huber (* 12. Oktober 1959 in Bern; heimatberechtigt in Meilen, Winterthur und Zürich) ist eine Schweizer Politikerin (Grüne) und Präsidentin der Gewerkschaft VPOD.

## Biografie
Prelicz-Huber gehörte von 1990 bis 2003 dem Gemeinderat (Parlament) von Zürich an sowie von 2002 bis 2008 dem Kantonsrat des Kantons Zürich. Am 15. September 2008 rückte sie für Ruth Genner, die in den Zürcher Stadtrat gewählt worden war, in den Nationalrat nach. Dort hatte sie Einsitz bis zu den Nationalratswahlen 2011 und gehörte der Kommission für Wissenschaft, Bildung und Kultur und der Kommission für soziale Sicherheit und Gesundheit an. Seit 2010 ist sie Präsidentin der Gewerkschaft VPOD. Von 2014 bis 2019 sass sie wieder im Zürcher Gemeinderat. Bei den Nationalratswahlen 2019 wurde sie in den Nationalrat gewählt, bei den Wahlen 2023 wurde sie wiedergewählt.
Die Fachhochschuldozentin, Projektleiterin und Supervisorin ist verheiratet, hat einen Sohn und lebt in Zürich.